# Euploea enganensis
Euploea enganensis är en fjärilsart som beskrevs av William Doherty 1891. Euploea enganensis ingår i släktet Euploea och familjen praktfjärilar. Inga underarter finns listade i Catalogue of Life.